# Les Cadeaux de Noël
Personnages
- Figaro, valet de chambre du comte (baryton)

Les Cadeaux de Noël est un opéra en un acte composé par Xavier Leroux sur un livret français d'Émile Fabre. L'Opéra-Comique le créa à la salle Favart, à Paris, le 25 décembre 1915. Appelé « conte héroïque », ce récit de quatre enfants dont les parents ont été fusillés et jetés à l'eau par des soldats allemands, mais qui comptent néanmoins sur un Noël apparemment morne, est bien accueilli par les auditoires français au cœur de la Première Guerre mondiale. Après son succès à Paris, il est monté en Italie, à Monte-Carlo et en Amérique latine.

## Contexte et histoire des représentations

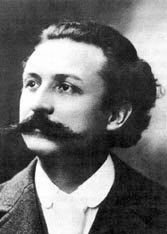
Xavier Leroux, compositeur de l'opéra

L'Opéra-Comique, l'une des compagnies d'opéra les plus prospères de France, fut durement frappé par le déclenchement de la Première Guerre mondiale à l'été de 1914. En octobre, 127 de ses musiciens, de ses chanteurs et de son personnel avaient été affectés au front de l'Ouest. La menace que l'avance de l'armée allemande constituait pour Paris avait aussi abouti à la fermeture des théâtres, qui ne furent autorisés à rouvrir pour offrir des matinées qu'en décembre. Entretemps, le directeur de la musique de l'Opéra-Comique, Paul Vidal, et les autres directeurs avaient réussi à réorganiser la compagnie et à la stabiliser. En 1915, la compagnie offrit non seulement des reprises de succès passés, mais aussi plusieurs créations, qui eurent souvent un thème militaire ou patriotique, dont Les Cadeaux de Noël. Son compositeur, Xavier Leroux, était bien connu à Paris pour ses opéras et sa musique de scène. Trois de ses opéras, La Reine Fiammette (en) (1903), Le Chemineau (1907) et Le Carillonneur (1913), avaient été créés à l'Opéra-Comique. Le livret des Cadeaux de Noël était écrit par le dramaturge Émile Fabre. En 1915, ce dernier devint administrateur général de la Comédie-Française et fonda le « théâtre aux armées », troupe de théâtre qui divertissait les soldats français pendant la guerre.
Les Cadeaux de Noël furent créés le 25 décembre 1915, lors d'une matinée où ils étaient offerts avec Werther de Massenet. Les interprètes étaient dirigés par Paul Vidal ; la distribution n'était composée que de femmes, si l'on exclut le baryton quinquagénaire Henri Albers, qui jouait le père Jean, et la voix de l'officier allemand. Pierre Chéreau en fit la mise en scène, et Alexandre Bailly, le décor. Gheusi rappela plus tard dans ses mémoires que l'opéra avait été un triomphe qui avait laissé le public tout en larmes et ajouta :

« La voix palpitante de Vallin (Clara), le timbre éclatant de la jeune Saïman (petit Pierre), le jeu touchant de Calas (Emma), Carrière (Petit Louis) et d'Albers (le père Jean) assurent à l'ouvrage, actualisé dans un décor neuf de Bailly, une réussite qui fait, au fond de la salle, sangloter des mamans meurtries par la Guerre. La voix de mon brave Messin, Bello, dans la coulisse où il imite le Boche avec une haine farouche, a fait tressaillir tous les cœurs, aussitôt soulagés par le coup de fusil vengeur de petit Pierre. »

L'opéra s'attira des critiques très élogieuses du Figaro, des Annales du théâtre et de la musique et de La Nouvelle revue, qui louèrent l'émotion, la « grâce simple » et la « poignante expression » de l'œuvre En Amérique latine, ils furent montés en 1916 au théâtre Solís de Montevideo et au Théâtre municipal (en) de Rio de Janeiro, les deux fois sous la baguette du compositeur. Selon Le Temps, la représentation qui devait avoir lieu à Buenos Aires en 1916 fut interdite parce que le gouvernement argentin craignait de déplaire aux ambassadeurs d'Allemagne et de ses alliés En 1917, année où Le Figaro dit que celle-ci avait obtenu un « immense succès » à Paris, Les Cadeaux de Nöel furent montés à La Scala et au Teatro Costanzi, en Italie, ainsi qu'à l'Opéra de Monte-Carlo.
La partition chant et piano des Cadeaux de Noël fut publié par les Éditions Choudens en 1915. Mathilde Saïman, qui créa le rôle de Pierre, enregistra l'« Air du petit Pierre » chez Pathé Records en 1916.

## Rôles
| Rôle                                    | Tessiture     | Distribution à la première, 25 décembre 1915 (Chef d'orchestre : Paul Vidal) |
| --------------------------------------- | ------------- | ---------------------------------------------------------------------------- |
| Pierre                                  | mezzo-soprano | Mathilde Saïman (en)                                                         |
| Clara, sœur aînée de Pierre             | soprano       | Ninon Vallin-Pardo                                                           |
| Emma, sœur cadette de Pierre            | soprano       | Jeanne Calas                                                                 |
| Petit Louis, frère cadet de Pierre      | soprano       | Germaine Carrière                                                            |
| Père Jean, voisin âgé                   | baryton       | Henri Albers                                                                 |
| Une voix (celle d'un officier allemand) | basse         | Jean-François Bello                                                          |

## Synopsis

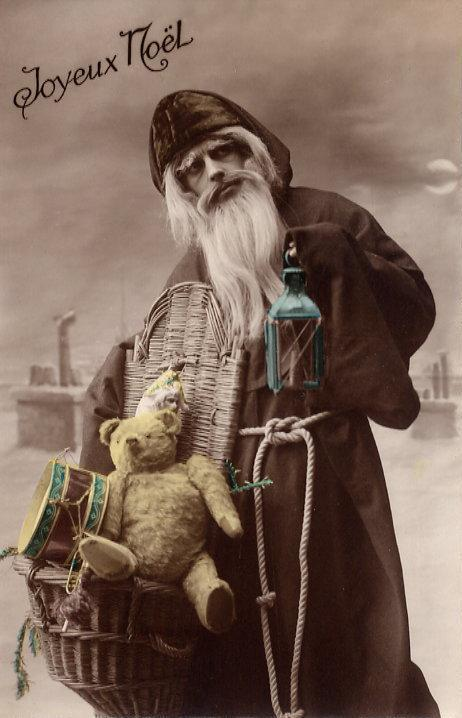
Le père Noël représenté sur une carte postale française de 1910

Décor : Village français blanc de neige pendant le premier hiver de la Première Guerre mondiale
Pierre, son frère et ses sœurs sont dans les ruines de la ferme familiale, qui a été démolie par les obus allemands, qui ont aussi tué leurs parents. Tandis que l'aînée, Clara, est allée au village chercher du pain, Pierre, Petit Louis et Emma, qui croyaient encore que le père Noël les visiterait dans la nuit de Noël, avaient laissé leurs chaussures au pied de la cheminée brisée dans l'espoir de les voir remplies d'étrennes le lendemain matin. À leur réveil, ils voient que leurs chaussures sont vides, et à son retour, Clara leur dit que le père Noël ne viendra pas cette année. Déçus, les enfants commencent à prier pour que ce ne soit pas le cas. Le père Jean, voisin âgé dont la fille a été tuée par les Allemands, entend leur prière et arrive déguisé en père Noël.
Il dit aux trois cadets qu'il a vu leurs parents au ciel et qu'il leur apporte des étrennes, ainsi que des messages de leurs parents. Emma reçoit des poupées pour se préparer à son futur rôle de mère. Petit Louis reçoit une truelle et une pioche pour qu'il puisse un jour resemer le champ et rebâtir leur ferme. Pierre reçoit un fusil, et le père Noël l'exhorte à se rappeler le sang innocent répandu et à se venger plus tard. Il ajoute que leurs parents veulent qu'ils s'aiment l'un l'autre et restent une famille unie dans l'harmonie comme s'ils n'avaient qu'un cœur.
Les enfants promettent ensuite tour à tour d'accomplir les vœux de leurs parents. Un officier allemand, celui qui avait ordonné l'exécution de ces derniers, tombe sur eux et ordonne à Pierre de lâcher son fusil. À la place, Pierre le tue. Les enfants risquant d'être victimes de représailles allemandes, le père Jean les sauve en allant les cacher par bateau dans une grotte proche du fleuve.